# Denticollis acutangulus
Denticollis acutangulus là một loài bọ cánh cứng trong họ Elateridae. Loài này được J. R. Sahlberg miêu tả khoa học năm 1903.